# Římská shromáždění
Mezi římská lidová shromáždění (comitia) patřila comitia curiata („kurijní shromáždění“), comitia centuriata („setninové shromáždění“), comitia tributa („tributní shromáždění“) a patrně i comitia calata ("kalátní shromáždění"). Kromě komicií existovalo ještě concilium plebis („shromáždění plebejů“), ovšem na něm měli účast pouze plebejové. Těmto institucím příslušela zákonodárná a soudní pravomoc v politickém systému římské republiky a byly zodpovědné za volbu úředníků (magistratus).
Na rozdíl od zákonodárců v moderních právních státech tvořil římská lidová shromáždění veškerý římský lid (populus Romanus), nikoli pouze vybraní zastupitelé. Komicie představovaly instituce obdařené zákonodárnou mocí, které navíc směly schválit normu působící retroaktivně (ex post facto) či dosáhnout odsouzení osoby v trestněprávním řízení. Nicméně prostí občané, kteří se účastnili jednání shromáždění, nesměli předkládat vlastní návrhy zákonů (takovým oprávněním disponovali pouze kompetentní úředníci), ani o nich debatovat. Navíc museli být fyzicky přítomní v místě konání schůze příslušné komicie. Lidovým shromážděním náležela také soudní moc, ovšem část tohoto oprávnění byla v době pozdní republiky přenesena na nově zřízené stálé soudní dvory (quaestiones perpetuae). Zřetelná absence dělby moci však neznamenala, že by římská forma vlády zcela postrádala princip kontroly a vyvážení (ve skutečnosti bylo vnitřní uspořádání římské republiky pozoruhodně propracované a poměrně komplikované). V období pozdní republiky získalo rozhodující legislativní moc concilium plebis (odvozené z comitia tributa), jež tak vytěsnilo lidová shromáždění.
Titul Senatus Populusque Romanus (zkracovaný SPQR), často užívaný k označování římského státu, výstižně charakterizuje obecné mínění, podle něhož vládl Římu lid (prostřednictvím komicií), jehož rádcem byl římský senát a úředníci. Teprve poté, co byl nastolen principát – z formálního hlediska se tak stalo za trvání republiky, která nebyla fakticky nikdy zrušena – začala římský stát reprezentovat jediná osoba, římský císař, jenž nadále ztělesňoval zákonodárnou vůli Říma.

## Jednotlivé instituce

### Comitia curiata
Kurijní shromáždění byl nejstarší římský sněm, pocházející z dob království, který sestával z patricijů rozčleněných do 30 kurií (curiae). Ty představovaly volební jednotky, přičemž každé z nich patřil jeden kolektivní hlas. Tento orgán byl zpočátku jediným shromážděním, které projednávalo státní záležitosti, volilo úředníky, propůjčovalo jim imperium a schvalovalo zákony. Později mu byly všechny tyto úkoly odejmuty, podrželo si pouze právo udělovat imperium prostřednictvím zákona lex curiata de imperio. V podstatě se jednalo o určitý druh konfirmace úředníků zvolených setninovým shromážděním. V době na sklonku republiky bylo kurijní shromáždění složeno ze třiceti liktorů, každý z nich zastupoval jednu z kurií.

### Comitia centuriata
Podle tradičního pojetí římských dějin bylo setninové shromáždění (Comitia centuriata) zřízeno za vlády předposledního krále Servia Tullia, vznik tohoto sněmu stejně jako vznik tributního shromáždění byl však podle všeho pozdějšího data. Setninové shromáždění tvořili všichni římští občané, kteří byli rozděleni do 193 setnin (centuriae). Ty byly uspořádány do šesti tříd (classes) určených na základě majetkového censu občanů. Na základě reformy z roku 367 př. n. l. připadalo na první třídu (jež se skládala ze senátorů a jezdců) 98 ze 193 setnin, takže mohla dosáhnout většiny, aniž by bylo nutné se dotazovat na názor ostatních tříd. Reforma uskutečněná cenzorem Gaiem Flaminiem v roce 220 př. n. l. přiblížila setninové shromáždění shromáždění tributnímu a snížila počet setnin první třídy na 88. Od tohoto okamžiku bylo tedy ke schválení jakéhokoli návrhu zapotřebí také hlasů některé z nižších tříd. Pojem „setnina“ byl chápán jako termín užívaný k označení skupiny hlasujících, nebyla tím tedy myšlena stovka mužů. Například pět setnin hlasujících naposledy se skládalo z nejchudších Římanů, kteří podle zjištění censu vlastnili jen nepatrný nebo vůbec žádný výměr půdy. Měly proto mnohonásobně více členů než setniny bohatých. Jelikož hlasy nebyly počítány podle občanů, nýbrž podle setnin, náležel patricijům politický vliv neúměrný jejich zastoupení ve společnosti. V každé ze setnin proběhlo nejprve hlasování jejích členů, z něhož vzešlo určení kolektivní vůle setniny. Hlasy jednotlivých setnin byly vyvolávány podle tříd, takže nejprve volily setniny první třídy, po nich druhé, třetí atd. Tak se dělo, dokud nebylo dosaženo většiny 97 setnin, což znamenalo, že setniny nejchudších občanů se jen málokdy zapojily do hlasování.
Jelikož uvnitř posvátných hranic města Říma (pomerium) bylo zapovězeno shromažďování vojenských sil, comitia centuriata, která byla původně vojenským shromážděním, se nemohla scházet ve městě samotném. Shromáždění bylo proto svoláváno na Martovo pole (Campus Martius), které bylo jedním z mála dostatečně rozlehlých míst, na němž se mohla sejít celá svobodná mužská populace Říma. Shromáždění řídil konzul či praetor, případně interrex při mimořádných volbách konzulů (pokud oba stávající zemřeli během svého funkčního období). Velikost tohoto tělesa a s tím související obtíže technického rázu měly za následek, že setninové shromáždění postupně pozbylo svoji funkci zákonodárného orgánu římské republiky. Ke konci republiky se jeho činnost omezovala na volbu cenzorů, praetorů a konzulů, ačkoli čistě formálně mu i nadále příslušela legislativní pravomoc. Například zákon, jímž byl Cicero v roce 57 př. n. l. povolán z vyhnanství, byl přijat setninovým shromážděním. Vedení soudních procesů s občany obviněnými z velezrady (perduellio) bylo rovněž svěřeno tomuto shromáždění. Nicméně od těchto řízení se upustilo poté, co na počátku 1. století př. n. l. Lucius Appuleius Saturninus zavedl zákon na ochranu majestátu (maiestas).

### Comitia tributa
Tributního resp. kmenového shromáždění se účastnili patricijové i plebejové. Všichni římští občané byli kvůli administrativním a volebním účelům roztříděni do 35 kmenů (tribus). Drtivá většina městského obyvatelstva Říma byla rozdělena do čtyř městských tribuí, což individuální hlas těchto občanů odsuzovalo prakticky k bezvýznamnosti. Podobně jako v případě setninového shromáždění, hlasování probíhalo nepřímou metodou a každá z tribuí měla jeden hlas. Výsledek volby byl proto závislý především na postoji členů jednatřiceti venkovských tribuí, v nichž dominovali pozemkoví vlastníci. Tributní shromáždění se konalo na Foru Romanu a volilo nižší úředníky: kurulské aedily, quaestory a vojenské tribuny (tribuni militum). Až do doby Sullovy diktatury, kdy byly zřízeny stálé soudy, mělo tributní shromáždění na starosti většinu soudních řízení týkajících se méně závažných deliktů.

### Comitia calata
Jednalo se o velmi starou instituci z doby před serviovskou reformou a není jasné, jestli šlo o samostatný sněm, nebo jen formu konání kurijního nebo setninového sněmu. Bylo svoláváno dvakrát ročně pontifiky, předsedal mu pontifex maximus a mělo na starosti záležitosti náboženství, zejména inauguraci rex sacrorum (po vzniku republiky) a flaminů. Mohlo také posloužit jako svědek závěti. Zdá se, že nemělo rozhodovací pravomoc a bylo pouze pasivním svědkem rozhodnutí pontifiků. Konalo se na Kapitolu. Neexistuje příliš pramenů k tomuto shromáždění a není o něm mnoho známo. Patrně poměrně brzy ztratilo větší význam. 

### Concilium plebis
Shromáždění plebejů vzniklo údajně v roce 494 př. n. l. jako důsledek kompromisu mezi patriciji a plebeji. Od svého vzniku hrála tato instituce významnou roli v zápase mezi patriciji a plebeji o politickou moc. Její důležitost spočívala v tom, že se jednalo o první politický orgán, jenž byl zcela ovládán plebeji, jimž tak poskytoval legální nástroj na obranu před zvůlí patricijů. Tento sněm byl identický s tributním shromážděním, avšak členství v něm bylo vyhrazeno pouze plebejům. Formálně se tedy nejednalo o jednu z komicií, neboť shromáždění nereprezentovalo celý římský lid. Shromáždění plebejů zpočátku náležela pravomoc přijímat zákony (plebiscita), které však zavazovaly pouze prostý lid, nikoli patricije. Kromě toho se zabýval občanskoprávními spory, třebaže tato jeho funkce přestala být využívána po Sullově zavedení stálých soudů. Shromáždění vybíralo z řad plebejů aedily a především tribuny lidu, jejichž hlavním úkolem bylo dohlížení na soudní rozhodnutí učiněná patricijskými úředníky, jestliže se jakkoli dotýkala plebejů.
Shromáždění plebejů mělo rovněž jisté možnosti jak působit na senát. Nebylo nijak vázáno usneseními senátu (senatus consultum), která měla v podstatě formu jakýchsi doporučení nebo navrhovaných opatření, a mohlo je tedy přehlasovat, což byl celkem běžný jev v době pozdní republiky. Obvyklým místem jeho schůzí bylo Comitium na Foru Romanu. Shromáždění bylo svoláváno tribunem lidu, jenž mu předsedal a předkládal návrhy plebiscit. Senátoři běžně přihlíželi těmto jednáním ze schodů budovy senátu (Curia Hostilia), odkud vyrušovali tribuny během řízení schůzí. Jelikož jednání nebylo zdržováno náboženskými rituály a obřady tak příznačnými pro setninové či tributní shromáždění, byla procedurální stránka shromáždění plebejů méně komplikovaná. Později se proto stalo rozhodujícím legislativním orgánem republiky. Tato skutečnost byla stvrzena v roce 287 př. n. l. vydáním zákona Lex Hortensia, v němž byla plebiscita postavena na roveň řádným zákonům (leges) a stala se tak závazná vůči všem římským občanům.

## Reformy a zánik

### Sullovy změny
Lucius Cornelius Sulla prosadil během svého konzulátu v roce 88 př. n. l. sérii tří zákonů, jimiž zabránil tributnímu shromáždění a shromáždění plebejů radit se o návrzích zákonů, aniž by jim to předtím dovolil senát svým usnesením. Sullův čtvrtý zákon obnovil v setninovém shromáždění dominanci první třídy – senátorů a nejmocnějších jezdců. Pátý zákon pak odejmul tributnímu a plebejskému shromáždění jejich legislativní funkci, čímž byla všechna zákonodárná pravomoc svěřena do rukou restrukturalizovaného setninového shromáždění. Tributnímu shromáždění byla ponechána volba nižších magistrátů a vedení soudních líčení, která však nemohla probíhat, pokud k tomu shromáždění nebylo zmocněno usnesením senátu. Tyto reformy byly dočasně zrušeny poté, co se moci v římském státě chopili populárové v čele s Gaiem Mariem a Luciem Corneliem Cinnou. Po Sullově návratu do Říma a následném nastolení diktatury v roce 82 př. n. l. byly reformy opět uvedeny v účinnost, v níž setrvaly až do Sullovy smrti. Představovaly jednu z nejzásadnějších a nejdalekosáhlejších změn římské ústavy po celou dobu existence římské republiky i císařství.

### Za císařství
Augustus formálně respektoval republikánský systém vlády, avšak jeho nástupci se nechali volit na doživotí do řady magistratur, čímž ve svých rukou postupně soustřeďovali více a více kompetencí. Lidová shromáždění byla už za Augustovy vlády zbavena své klíčové zákonodárné funkce, jež byla postoupena senátu. V této souvislosti je nutné poznamenat, že senátoři byli vybíráni a jmenováni císařem. Definitivní ránu zasadil komiciím Tiberius, který přenesl volbu úředníků na senát. Po smrti Caliguly nebyla shromáždění již nikdy více svolávána.